# Erica Reiner
Erica Reiner (4 août 1924 - 31 décembre 2005) est une assyriologue et auteure américaine. À partir de 1974, elle est rédactrice en chef du Chicago Assyrian Dictionary, qui est publié en 21 volumes sur 55 ans, achevé en 2011 après sa mort. Reiner est associée à l'Oriental Institute de l'Université de Chicago. Son travail se concentre sur le développement du Chicago Assyrian Dictionary, l'ouvrage de référence de base pour comprendre la langue akkadienne, la langue prédominante de la Mésopotamie de 2400 av. J.-C. à 100 apr. J.-C.

## Jeunesse et éducation
Erica Reiner est née à Budapest, en Hongrie. Elle est diplômée de l'Université de Budapest en 1948. Elle part à l'Université de Chicago en 1952 pour des études supérieures et obtient un doctorat en 1955.

## Carrière académique
Reiner rejoint la faculté de Chicago en 1956. Une documentation et une planification approfondies du Chicago Assyrian Dictionary sont en cours à l'université depuis 1921. Reiner, avec A. Leo Oppenheim, dirige l'équipe après la Seconde Guerre mondiale pour publier le premier des 21 volumes en 1956. Elle reprend le projet à la mort d'Oppenheim en 1974; au total, elle travaille sur le projet pendant 44 ans. Vingt volumes sont publiés sur 55 ans.
Reiner est professeur émérite de la "chaire John A. Wilson" à l'Institut oriental de l'université et éditrice du Chicago Assyrian Dictionary (1974-1996). Entre autres réalisations, Reiner est l'une des rares personnes au monde à maîtriser la langue élamite.
Elle écrit de nombreux livres et articles. À sa retraite en 1996, elle continue à contribuer au Dictionnaire.
Elle forme de nombreux étudiants diplômés en assyriologie au cours de ses années à l'Université de Chicago, dont Joan Goodnick Westenholz (en), qui est conservatrice au Musée des pays de la Bible à Jérusalem, Francesca Rochberg (en), professeur émérite "Catherine et William L. Magistretti "d'études sur le Proche-Orient à l'Université de Californie à Berkeley et Grant Frame (en), maintenant professeur émérite à l'Université de Pennsylvanie et conservateur émérite de la section babylonienne du Penn Museum.